# ライヴ・イン・L.A. (リッピントンズのアルバム)
| 専門評論家によるレビュー | 専門評論家によるレビュー |
| レビュー・スコア         | レビュー・スコア         |
| 出典                     | 評価                     |
| ------------------------ | ------------------------ |
| Allmusic                 | link                     |

『ライヴ・イン・L.A.』（Live in L.A.）は、フュージョン・バンド、ザ・リッピントンズが1993年にGRPレコードよりリリースしたライブ・アルバム。
1992年9月25日のカリフォルニア州ベンチュラにあるThe Ventura Theatreと、26日のカリフォルニア州ロサンジェルスにあるThe Greek Theatreにおけるライブの模様を収録。この映像を記録したライブ・ビデオ（GRV-9718）もある。
ゲストには、ピアニストのデイヴィッド・ベノワや、歌手のカール・アンダーソンに加え、3人のホーン・セクションが参加している。

## トラック・リスト
| 全作曲: ラス・フリーマン。 |                                                                         |           |                  |                              |      |
| #                          | タイトル                                                                | 作詞      | 作曲・編曲       | 収録アルバム                 | 時間 |
| 1.                         | 「インディアン・サマー - "Indian Summer"」                              |           | ラス・フリーマン | ウィークエンド・イン・モナコ | 5:19 |
| 2.                         | 「アスペン - "Aspen"」                                                  |           | ラス・フリーマン | カーヴス・アヘッド           | 5:55 |
| 3.                         | 「カーヴス・アヘッド - "Curves Ahead"」                                 |           | ラス・フリーマン | カーヴス・アヘッド           | 4:49 |
| 4.                         | 「ウィークエンド・イン・モナコ - "Weekend in Monaco"」                  |           | ラス・フリーマン | ウィークエンド・イン・モナコ | 5:44 |
| 5.                         | 「ワン・サマー・ナイト・イン・ブラジル - "One Summer Night in Brazil"」 |           | ラス・フリーマン | ツーリスト・イン・パラダイス | 5:12 |
| 6.                         | 「ハイローラー - "Highroller"」                                         |           | ラス・フリーマン | ウィークエンド・イン・モナコ | 5:45 |
| 7.                         | 「バンド・イントロダクション - Introduction of the Band」               |           | ラス・フリーマン | [メンバー紹介]               | 5:46 |
| 8.                         | 「モロッコ - "Morocco"」                                                |           | ラス・フリーマン | キリマンジャロ               | 5:03 |
| 9.                         | 「ドリーム・オブ・ザ・サイレンス - "Dream of the Sirens"」              |           | ラス・フリーマン | キリマンジャロ               | 5:56 |
| 10.                        | 「ツーリスト・イン・パラダイス - "Tourist in Paradise"」                |           | ラス・フリーマン | ツーリスト・イン・パラダイス | 4:15 |
| 合計時間:                  | 合計時間:                                                               | 合計時間: | 54:44            |                              |      |

## パーソネル
- ラス・フリーマン - ギター、キーボード、ベース
- トニー・モレイアス - ドラムス
- キム・ストーン - ベース
- ジェフ・カシワ - サックス、EWI
- スティーヴ・リード - パーカッション
- マーク・ポートマン - ピアノ

- デイヴィッド・ベノワ - アコースティック・ピアノ(#4, 10)
- カール・アンダーソン - ボーカル(#10)

- ホーン・セクション
  - ポール・カーメン - サックス
  - マット・フロンク - トランペット
  - ウェンデル・ケリー - トロンボーン